# Carimate
Carimate (en lombard brianzöö (en) Carimaa API [kariˈmaː]) est une commune italienne de la province de Côme, en Lombardie.

## Géographie

### Localisation

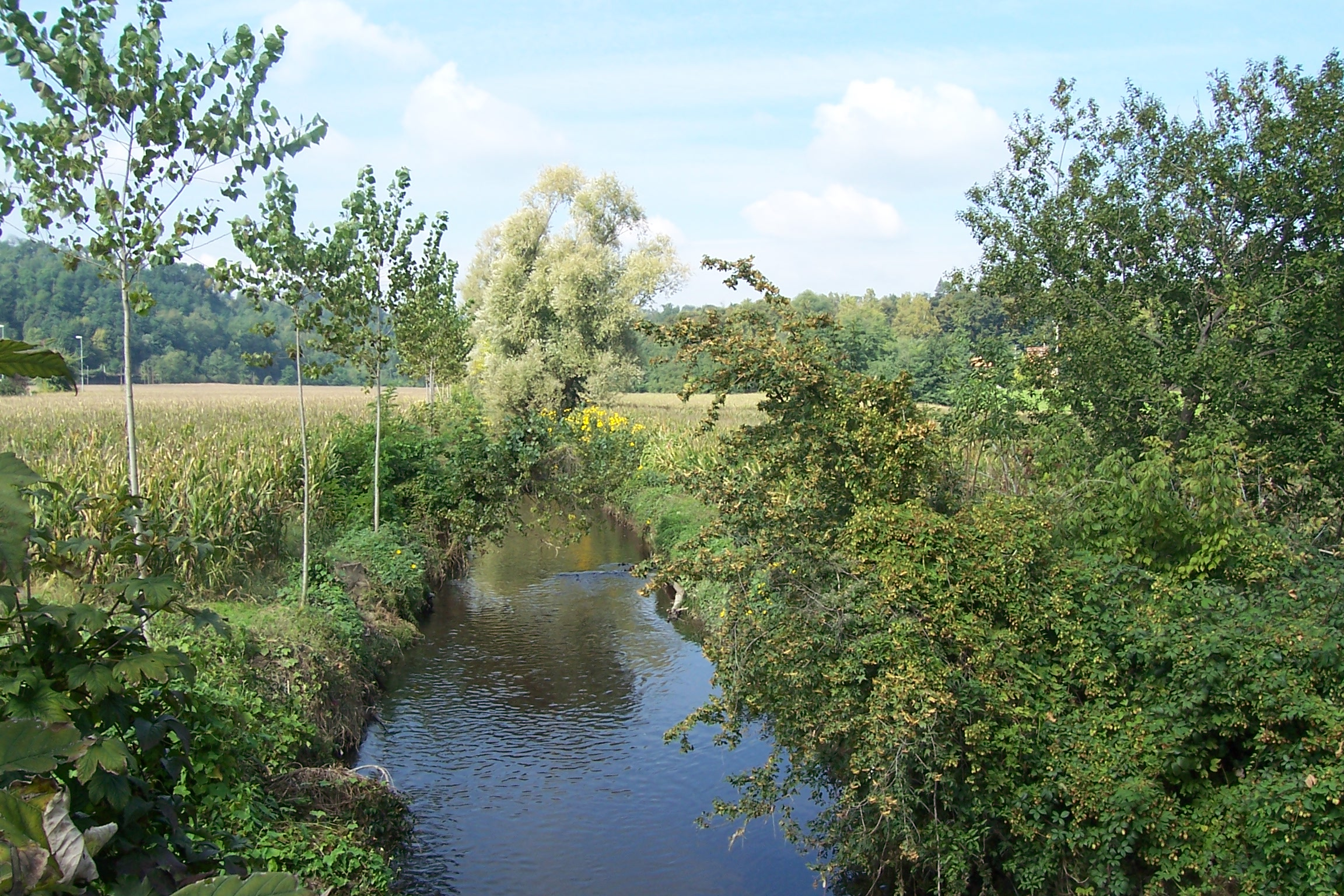
Plaines du Seveso à Carimate

La commune est située au sud de la province de Côme, sur le territoire historique de la Brianza, localisée à environ 32 kilomètres au nord de Milan et environ 17 kilomètres au sud de Côme.
Carimate se situe dans la vallée du Seveso, sur les premières collines des préalpes italiennes, a une altitude moyenne comprise entre 238 et 354 mètres.
Le torrent la Serenza (it), rejoint le Seveso au niveau de la commune. La ville est par ailleurs traversée le torrent Feranda, affluent de la Serenza.

### Communes Limitrophes
|           | Cantù              | Figino Serenza |
| Cermenate | Carimate           |                |
|           | Lentate sul Seveso | Novedrate      |

## Urbanisme
À flanc de colline, le centre historique de Carimate s'est développé à proximité immédiate du château, le long de la via Giovanni XXIII.
La municipalité inclut également les frazioni de Cascina Valle - Stazione di Carimate et Montesolaro.

## Toponymie et héraldique

### Toponymie
Attesté comme Kalimalo, le nom pourrait dériver du latin calamus (roseau) ou de calamatum ou calametum (roselière).
Il pourrait aussi dériver du prénom latin Carimus, avec l'ajout du suffixe -ate.

### Héraldique
Les armoiries et la bannière ont été accordées par décret du Président de la République le 26 avril 1991.

« Partito, nel primo, di azzurro, al castello di rosso, mattonato di nero, formato da due torri, merlate alla guelfa, la torre posta a destra più alta e più larga, merlata di quattro, chiusa di nero, finestrata dello stesso, la torre posta a sinistra merlata di tre, chiusa di nero, finestrata dello stesso, esse torri riunite dalla cortina di muro, priva di merli e finestrata di nero, esso castello sormontato dalla stella di otto raggi d'oro, e sostenuta dal monte di verde, fondato in punta e caricato dalla fascia diminuita di azzurro; nel secondo, di argento, al biscione visconteo, di azzurro, ondeggiante in palo e ingollante il fanciullo di carnagione, capelluto di nero, posto in fascia e in maestà, con le braccia aperte. Ornamenti esteriori del Comune »

— Blasonnement des armoiries

## Histoire
Le territoire fut successivement occupé par les Ligures, les Étrusques et les Gaulois jusqu'au IIIe siècle av. J.-C., lorsque les Romains établirent un castrum à Côme.
En 1149, Ardicio, capitaine de Carimate, fit ériger ou agrandir une camp défensive à l'emplacement de l'actuel château de Carimate. La construction du château actuel remonte à 1345. Un village se sont développe autour du château, composé des habitations du personnel du château, de maisons d'agriculteurs et d'écuries.
En 1411, les fiefs de Carimate et Montesolaro furent concédées par le duc Giovanni Maria Viscontien à Giacomino Porro. En 1434, le fief de Carimate fut donné par le duc Filippo Maria Visconti à Giorgio Aicardi dit Scaramuzza, en récompense de la découverte d'un complot de nobles milanais contre le duc. Il obtint également, en remerciement, le droit ajouter à son nom de famille celui des Visconti.
Le village et le château sont demeurés dans une branche secondaire des Visconti jusqu'en 1795, lorsque la famille s'est éteinte avec Lodovico Visconti. La municipalité de Carimate est revenue, à la Chambre royale du duché de Milan.
Dans la première moitié du XIXe siècle, la ville s'est fortement développée notamment grâce à la construction en 1849 de la ligne ferroviaire Milan-Monza-Côme (it) desservant la commune.
En 1928, Carimate incorpore la commune de Novedrate et une partie du territoire à la municipalité de Cantù.
En 1950, le territoire de Novedrate forme une municipalité indépendante.

## Administration
| Période                                  | Période  | Identité            | Étiquette                             | Qualité |
| ---------------------------------------- | -------- | ------------------- | ------------------------------------- | ------- |
| Les données manquantes sont à compléter. |          |                     |                                       |         |
| 1995                                     | 1999     | Giampaolo Ronzoni   | Coalition du centre                   |         |
| 1999                                     | 2004     | Pellegrino Roccucci | Liste civique                         |         |
| 2004                                     | 2009     | Pellegrino Roccucci | Liste civique                         |         |
| 2009                                     | 2014     | Flavio Lietti       | Liste civique                         |         |
| 2014                                     | 2019     | Roberto Allevi      | Liste civique : Pro Civitate          |         |
| 2019                                     | En cours | Roberto Allevi      | Liste civique : Pro Civitate Carimate |         |

## Culture locale et patrimoine

### Fêtes locales
Chaque année sont fêtés les saints patrons :
- 8 décembre , fête de l'Immaculée Conception, sainte patronne de Carimate. Très ancienne tradition de La pumela (où l'omme offre à sa femme les pommes gages de son amour.
- 23 avril, fête de San Giorgio, co-saint patron de Carimate. Pour laquelle on prépare et vend traditionnellement des pan meino (it).
- 8 septembre, fête de la Madonne dell'albero ("de l'arbre"). Procession mariale dans les rues de la ville.

### Patrimoine architectural

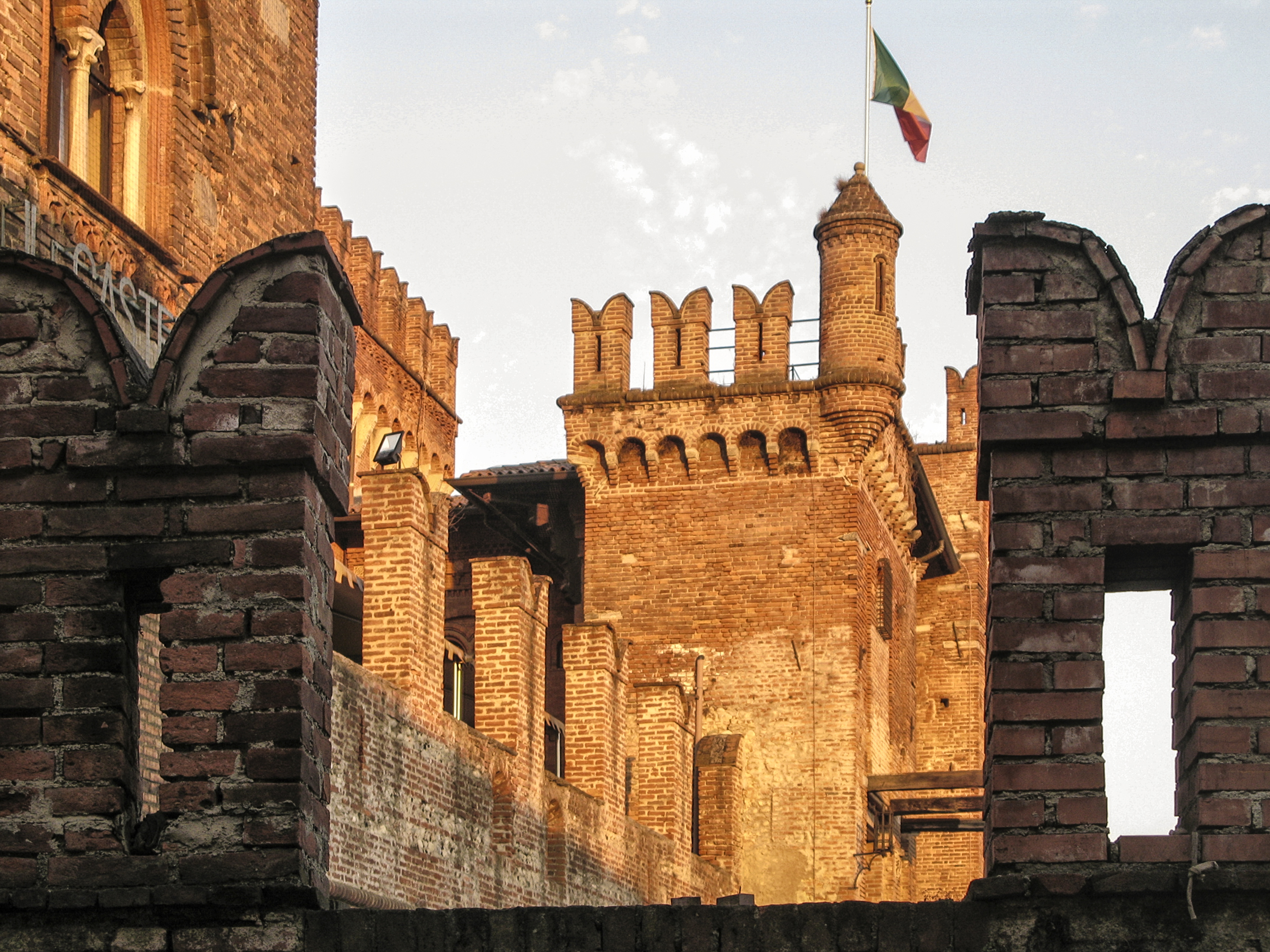
Les remparts du château.

#### Patrimoine civil et  militaire
- Le château de Carimate, construit en 1345; restauré en style néo-gothique en1874 par l'architecte Ercole Balossi Merlo.
- "Il Torchio", les anciennes écuries du château

#### À Montesolare
- Villa Calvi Radice Fossati (anciennement villa Vismara), villa baroque peinte de fresques en 1778 par Giovanni Battista Ronchelli[7].

#### Édifices religieux
- Église paroissiale de San Giorgio e dell'Immacolata Concezione, dite également de San Giorgio e della Beata Vergine Immacolata
- Église paroissiale Beata Vergine Assunta, a Montesolaro (XVIe siècle)
- Sanctuaire Madonna dell'Albero, construit en 1517, accueillant une fresque attribuée à Ambrogio Bergognone.
- Chapelle Gentilizia
- Chapelle Sant'Alessandro
- Chapelle Santa Maria Addolorata, dans le complexe de la villa Calvi Radice Fossati

## Économie
Les activités industrielles emploient près de la moitié de la population active. La fabrication de meubles est très importante, avec une forte présence de petites et moyennes entreprises dans le secteur. Le secteur des services représente près de quinze pour cent des emplois, dont une partie dans le secteur de l'hôtellerie et de la restauration.

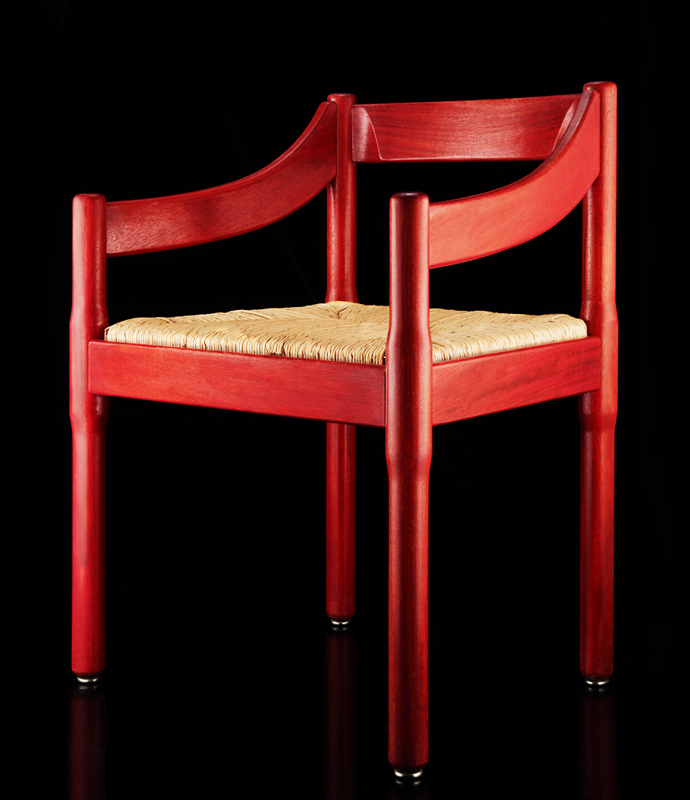
Chaise Carimate créée en 1959 par Vico Magistretti pour le club de golf de Carimate

### Tourisme
La commune de Carimate propose des installations touristiques dont un club de golf. Vico Magistretti réalisa le bâtiment du Golf Club avec Guido Veneziani. Magistretti dessina également pour le restaurant du club une chaise : la chaise Carimate.

L’hôtel quatre étoiles installé dans le château depuis 1986 en fait une destination importante pour le tourisme. Les anciennes écuries du château, devenues le siège de la Cooperativa il Torchio, accueillent des expositions temporaires d'artisanat, et des brocantes (tous les troisièmes dimanches du mois) et d'autres événements culturels.

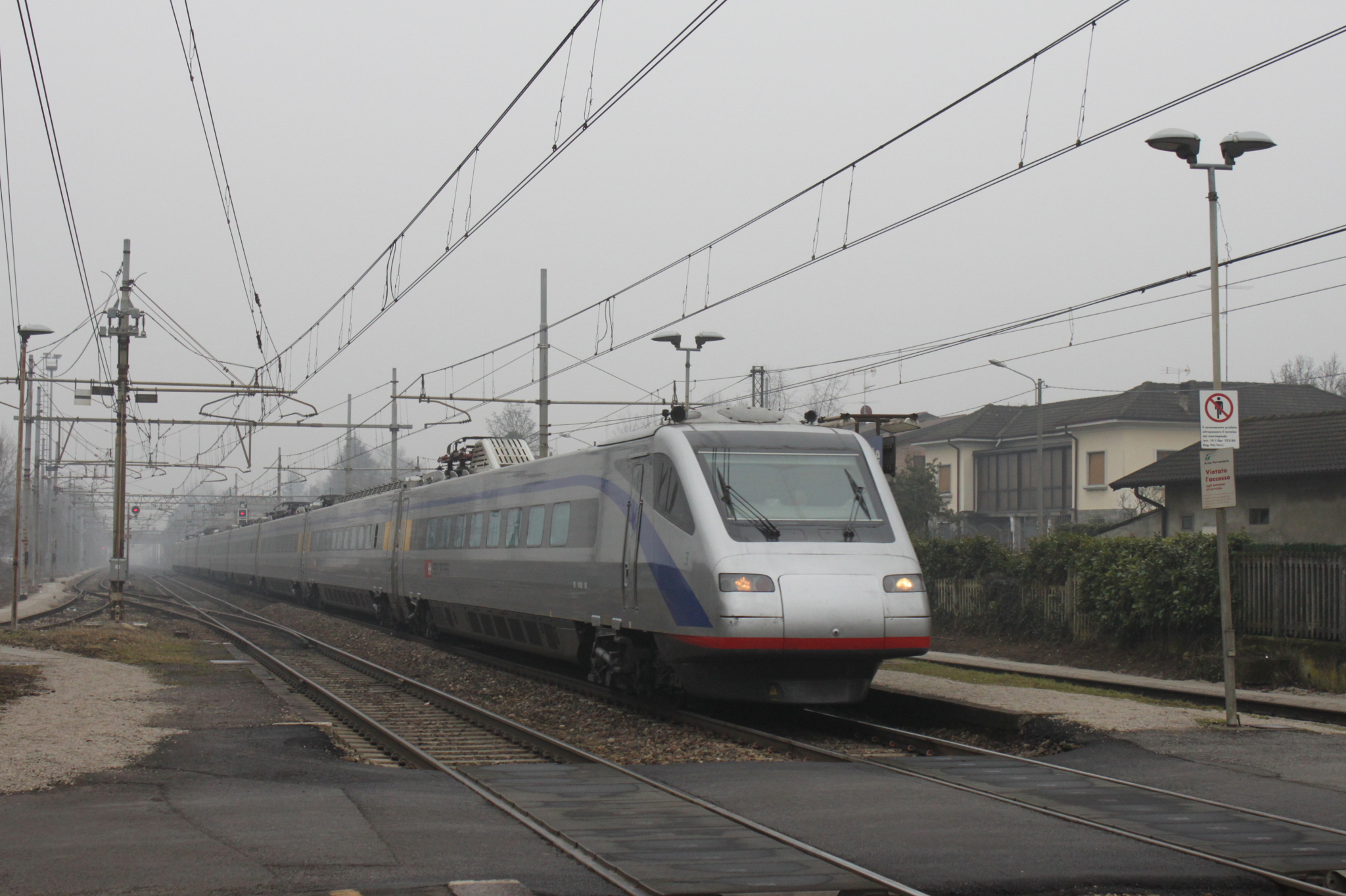
Un train ETR 470 à la gare de Carimate

## Transports
La commune de Carimate est reliée aux villes voisines par :
- la gare de Carimate, desservie par Trenord, sur la ligne Milan-Côme-Chiasso (it).
- Un service de bus, géré par ASF Autolinee (it) (C82 Cantù-Carimate-Novedrate-Mariano).